# Колесова, Анна Александровна
Анна Александровна Колесова (22 июня 1927, Знатново — 25 ноября 2011 года, Углич) — советский овцевод; Герой Социалистического Труда.

## Биография
Родилась 22 июня 1927 года в деревне Знатново Угличского уезда Ярославской губернии (ныне Угличский район Ярославской области).
С 14 лет работала в колхозе «Ленинский путь» в родной деревне: дояркой, телятницей, с 1957 года — овцеводом. Многие годы побеждала в социалистическом соревновании среди овцеводов района и области. Неоднократно представляла свою продукцию на ВДНХ в Москве. До самой старости занималась овцеводством.
Избиралась депутатом Верховного Совета РСФСР, в 1966 году была делегатом XXIII съезда КПСС.
Награждена медалями ВДНХ, дипломами. Указом Президиума Верховного Совета СССР от 22 марта 1966 года ей было присвоено звание Героя Социалистического Труда с вручением золотой медали «Серп и Молот» и ордена Ленина.
Решением Думы Угличского муниципального округа от 14 июля 2000 года ей присвоено звание Почётного гражданина города Углича.
В последние годы жизни жила в Угличе. Умерла 25 ноября 2011 года, похоронена на городском кладбище Углича близ деревни Чурьяково.